# Свердловський обласний комітет КПРС

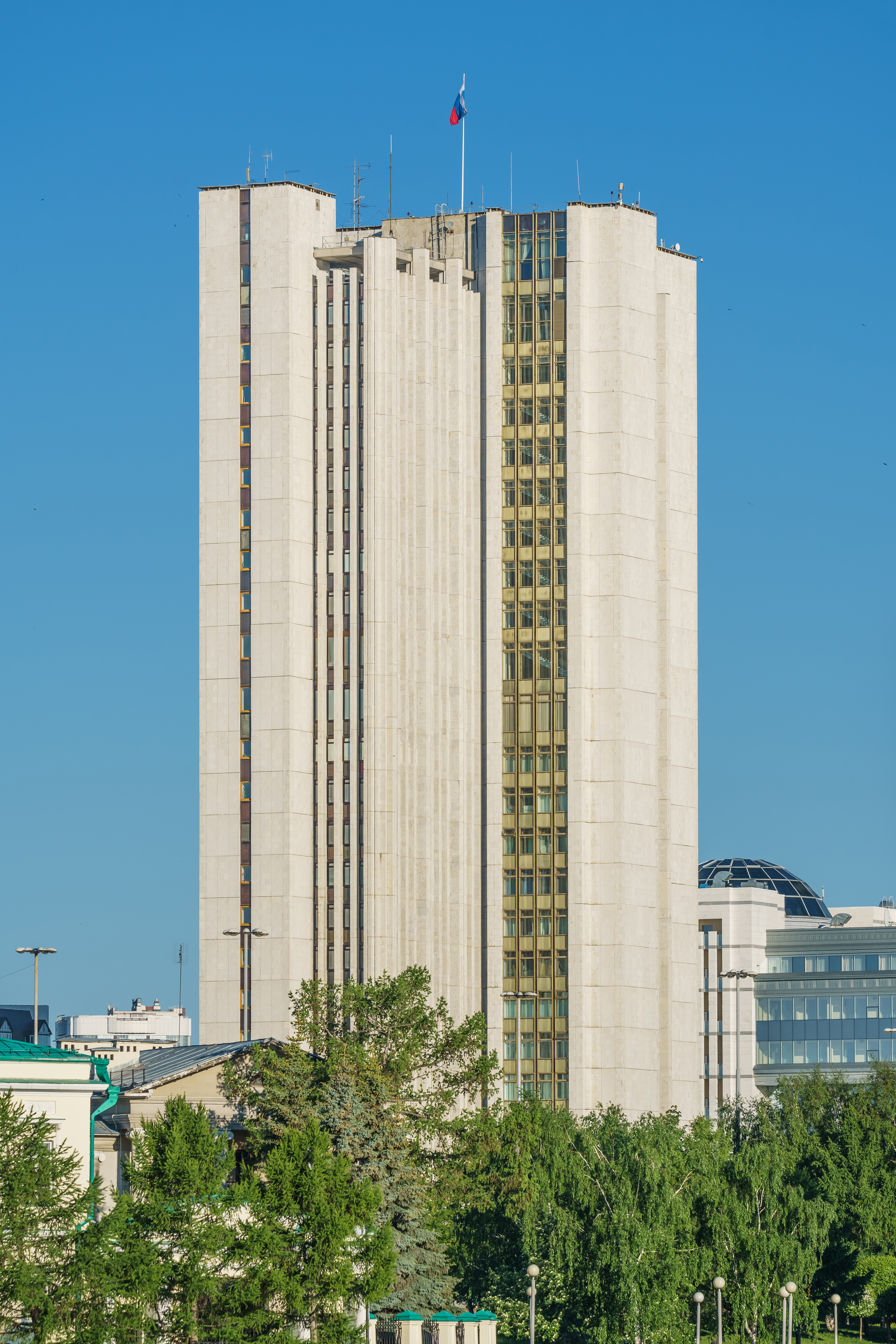
Будівля Свердловського обкому КПРС в 1980-х рр., з 1991 р. — будівля Уряду Свердловської області.

Свердловський обласний комітет КПРС — орган управління структур КПРС ВКП(б) на території Свердловської області. Існував у 1934—1991 роках.

## Структура і формування
Склад обкому, що включав кілька десятків-сотень людей, обирався на партійних конференціях, які проводились раз на кілька років. На загальних зборах — пленумах обкому, що проводилися кілька разів в рік, обиралось бюро обкому (до десяти осіб — основних керівників обкому) і секретарі обкому, включаючи першого і другого (1930-ті та 1940-ві роки — також і третього), а також стверджував завідувачів відділів обкому. Перший секретар обкому був вищим політичним керівником області, його кандидатура затверджувалася рішенням Політбюро ЦК КПРС. У квітні 1990 р. вперше в історії існування обкому були проведені альтернативні вибори 1-го секретаря (таємним голосуванням, з чотирьох кандидатур).

## Історія
Перший склад обкому було затверджено на Першій обласній партконференції 22 січня 1934 р., проведений у той же день пленум обкому обрав першим секретарем І. Д. Кабаков, який керував з 1929 року Уральським обкомом ВКП(б). У 1937—1950 рр. перший секретар Свердловського обкому за сумісництвом був першим секретарем Свердловського міськкому ВКП(б), однак фактично керував міською парторганізацією 2-й секретар міськкому.
У 1962 році у рамках реформи Хрущова партійні і державні організації на місцях були розділені на промислові і сільські. 18 грудня 1962 р. рішенням пленуму обкому було створено організаційне бюро Свердловських промислового і сільського обкомів, 13 січня 1963 р. відбувся Перший пленум Свердловського сільського обкому (1-м секретарем обран А. В. Борисов), а 15 січня — промислового (1-м секретарем обран К. К. Ніколаєв). Після усунення Хрущова від влади принцип поділу органів управління був скасований. 21 листопада 1964 р. відбувся об'єднаний пленум промислового і сільського обкомів, який сформував оргбюро Свердловського обкому. Перший (організаційний) пленум обкому пройшов 25 грудня 1964 р. і обрав 1-м секретарем обкому К. К. Ніколаєва.
Після подій серпня 1991 року КПРС припинила свою діяльність, через три місяці, 6 листопада, вона була заборонена указом Президента РРФСР, і 21 листопада 1991 р. розпорядженням по Управлінню справами Свердловського обкому він був ліквідований.

## Перші секретарі Свердловського обкому ВКП(б)-КПРС
- Кабаков Іван Дмитрович (22 січня 1934 — 11 травня 1937)
- Столяр Абрам Якович (14 травня 1937 — 31 березня 1938)
- Медведєв Іван Михайлович (в. о. 31 березня — 27 квітня 1938)
- Валухін Костянтин Миколайович (27 квітня — 30 грудня 1938)
- Андріанов Василь Михайлович (30 грудня 1938 — 21 березня 1946)
- Недосекін Віктор Іванович (21 березня 1946 — 17 липня 1952)
- Кутирєв Олексій Михайлович (17 липня 1952 — 2 грудня 1955)
- Кириленко Андрій Павлович (2 грудня 1955 — 23 квітня 1962)
- Ніколаєв Костянтин Кузьмич (28 квітня 1962 — 15 січня 1963)

- Ніколаєв Костянтин Кузьмич (15 січня 1963 — 25 грудня 1964) — 1-й секретар Свердловського промислового обкому КПРС
- Борисов Олександр Васильович (13 січня 1963 — 25 грудня 1964) — 1-й секретар Свердловського сільського обкому КПРС

- Ніколаєв Костянтин Кузьмич (25 грудня 1964 — 6 січня 1971)
- Рябов Яків Петрович (6 січня 1971 — 2 листопада 1976)
- Єльцин Борис Миколайович (2 листопада 1976 — 18 квітня 1985)
- Петров Юрій Володимирович (18 квітня 1985 — 16 червня 1988)
- Бобикін Леонід Федорович (16 червня 1988 — 12 лютого 1990)
- Манюхін Віктор Митрофанович (в. о. 12 лютого — 17 квітня 1990)
- Гусєв Олександр Петрович (7 квітня — 2 червня 1990)
- Кадочников Володимир Дмитрович (2 червня 1990 — 21 листопада 1991)

## Другі секретарі Свердловського обкому ВКП(б)-КПРС
- Строганов Василь Андрійович (січень 1934 — квітень 1935)
- Пшеніцин Костянтин Федорович (квітень 1935 — травень 1937)
- Аболяєв Костянтин Васильович (червень — липень 1937)
- Берман Борис Захарович (1937 — березень 1938)
- Медведєв Іван Михайлович (березень 1938 — лютий 1939)
- Навозов Федір Дмитрович (лютий 1939 — квітень 1942)
- Арістов Аверкій Борисович (квітень 1942—1943)
- Панін Олексій Павлович (?-1948)
- Шестаков В. М. (1948—1950)
- Кутирєв Олексій Михайлович (липень 1950 — вересень 1952)
- Ісаєв Павло Миколайович (1952—1958)
- Єштокін Афанасій Федорович (1958—1962)

- Довгопол Віталій Іванович (1963—1964) — 2-й секретар Свердловського промислового обкому КПРС
- Нохрін С. П. (1963—1964) — 2-й секретар Свердловського сільського обкому КПРС

- Довгопол Віталій Іванович (1964—1966)
- Рябов Яків Петрович (лютий 1966 — січень 1971)
- Колбін Генадій Васильович (січень 1971 — квітень 1975)
- Коровін Євген Олександрович (1975—1977)
- Бобикін Леонід Федорович (лютий 1977 — травень 1983)
- Лобов Олег Іванович (травень 1983 — січень 1985)
- Манюхін Віктор Митрофанович (січень 1985 — квітень 1990)
- Кадочников Володимир Дмитрович (квітень — червень 1990)